# Ismail Ahmed Ismail
Ismail Ahmed Ismail (ur. 10 września 1984 w Chartum) – sudański lekkoatleta, średniodystansowiec, srebrny medalista olimpijski z Pekinu w biegu na 800 metrów, czterokrotny medalista mistrzostw Afryki.

## Sukcesy
| Rok  | Zawody                      | Miejsce     | Wynik | Konkurencja        | Czas    |
| ---- | --------------------------- | ----------- | ----- | ------------------ | ------- |
| 2004 | Letnie igrzyska olimpijskie | Ateny       | 8.    | bieg na 800 m      | 1:52,49 |
| 2004 | Mistrzostwa Afryki          | Brazzaville |       | bieg na 800 m      | 1:45,87 |
| 2006 | Mistrzostwa Afryki          | Bambous     |       | bieg na 800 m      | 1:46,65 |
| 2008 | Mistrzostwa Afryki          | Addis Abeba |       | bieg na 800 m      | 1:45,41 |
| 2008 | Mistrzostwa Afryki          | Addis Abeba |       | sztafeta 4 x 400 m | 3:04,00 |
| 2008 | Letnie igrzyska olimpijskie | Pekin       |       | bieg na 800 m      | 1:44,70 |
| 2010 | Halowe mistrzostwa świata   | Doha        | 4     | bieg na 800 m      | 1:46,90 |
| 2011 | Mistrzostwa świata          | Taegu       | el.   | bieg na 800 m      | 1:52,33 |
| 2012 | Letnie igrzyska olimpijskie | Londyn      | el.   | bieg na 800 m      | 1:48,79 |

### Rekordy życiowe
- bieg na 800 m – 1:43,82 (2009)
- bieg na 1500 m – 3:41,97 (2005)
- bieg na 600 m (hala) – 1:16,12 (2010) rekord Sudanu
- Bieg na 800 m (hala) – 1:44,75 (2009) rekord Sudanu, 9. wynik w historii światowej lekkoatletyki